# 出原信造
出原 信造（いずはら のぶぞう、1900年11月11日 - 1991年12月27日）は、日本の経営者。大同生命保険社長を務めた。

## 経歴
大阪府出身。1925年に神戸高等商業学校を卒業し、同年に大同生命保険に入社。1947年7月に取締役に就任し、1950年6月に常務、1961年1月に専務を経て、1963年1月に社長に就任。1973年1月に会長に就任し、1978年4月に取締役相談役を経て、1986年7月には相談役に就任。
1991年12月27日老衰のために死去。91歳没。